# 聖心大聖堂 (リッチモンド)
聖心大聖堂（せいしんだいせいどう、英語：Cathedral of the Sacred Heart）はアメリカ合衆国のバージニア州リッチモンドにあるリッチモンド司教区の中心地である。この建物はカテドラル・プレス823番地があるノース・ローレル通り沿いに位置しており、メインストリートから1街区北にあるモンローパークと向かい合っている。1903年に大聖堂の工事が始まり、慈善家で金融業者であるトーマス・フォーチュン・ライアンとその妻から資金提供を受けた。知られている限りでは単独家系の独占的支援により建設された当時唯一の大聖堂である。
1905年に完成した大聖堂は、翌年の1906年11月29日の感謝祭の日に聖別された。この大聖堂はバージニア州歴史的建造物、およびアメリカ合衆国国家歴史登録財に指定されている。
聖心大聖堂はバージニア・コモンウェルス大学においてカトリック・キャンパス・ミニストリーを主催している。

## 背景
1868年、バージニア州生まれのトーマス・フォーチュン・ライアンはメリーランド州ボルチモアに向かう途中でローマ・カトリック教会に改宗した。ボルチモアにおいて、ライアンは列車と路面電車の中で運命の女性と出会い、カトリック教会の元雇用主の娘であるアイダ・メアリー・バリー・ライアンと結婚した。アイダはバージニア州を含むカトリック教会の様々な慈善事業や運動に寄与したが、2人がバージニア州ネルソン郡に5,000エーカー (2,000 ha)の小区画を購入した後も博愛行為は増えていった。1901年、アイダはマンチェスターに聖心を奉納する教会を建設するための資金を寄付した。それは礼拝者が奉仕のためにジェームズ川を渡る必要がないようにするためでもあった。また彼女はハリソンバーグとニューポートニューズの学校、新たな修道院、および教会（聖ヴァンサン・ド・ポール・カトリック教会）の建設資金をも提供した。2人はワシントンD.C.とニューヨーク市での事業計画の資金も提供した。1901年、アイダとライアンはともにファン歴史地区近くのモンローパークを見渡せる大聖堂建設のために25万米国ドル（今日の金額で1628万6000米国ドル相当）を提供した。
歴史上、リッチモンドはカトリック信者の人口がそれほど拡大せず、もしくは影響を及ぼすこともなかったが、世紀の転換期に大きく成長を遂げていた。1865年より教会のための小区画は司教区のものとなっていた。小教区は1882年からこの場所に12万米国ドルを掛けた教会建設計画を立てたが、ライアンからの寄贈になるまで3区画の購入は停止せざるを得なかった。

## 工事
ライアン夫妻はニューヨーク市出身の建築家であるジョセフ・ヒューバート・マクガイアを教会の建築家とすることを決めた。教会、司教宅、牧師宅が全区画を占めた。1903年6月4日、ロヨラの聖イグナチオ教会のコンウェイ神父により礎石が配置された。礎石に使われた石はゲッセマネから運ばれた。司教区公式文書によると、この教会は「一家族における独占的な寛大さ」を通じて創設された世界で唯一の教会であるという。
この建物はルネッサンス・リヴァイヴァル建築の典型例である。外観はバージニア州産の花崗岩とインディアナ州産の石灰岩を用いて建設され、セラミックス製のタイルと、高さが118フィート (36 m)ある銅で覆われた丸天井が屋根全体を構成している。大聖堂の手前にある2つの塔は大聖堂より90フィート (27 m)高くなっている。柱廊は縦溝彫りのコリント式円柱で支えられており、ペディメントの下側に建築技師のラファエル・グァスタヴィーノ設計の耐熱性タイルが並べられている一方で、エンタブラチュアにはこう刻まれている。
If Ye Love Me Keep My Commandments

汝、我を愛するならば我の戒めを守り給え

大聖堂は1906年11月29日の感謝祭の日に聖別され、当日はずっと式典が執り行われた。教会の聖別は午前6時に始まった。
第2バチカン公会議以降の時代、内観に斬新な修正が施された。当初の主祭壇は取り壊され、独立した祭壇が設置された。身廊が拡張され、より広く開放的な至聖所のための部屋が造られた。工事の時から建物に使用されてきた大理石の祭壇柵は取り壊された。告解場は陳列棚に再利用された。以前は至聖所に飾られていた図解書と彫像は移動させられた。

## 歴史的建造物
大聖堂はバージニア州歴史的建造物とアメリカ合衆国国家歴史登録財に指定されている。

## ギャラリー

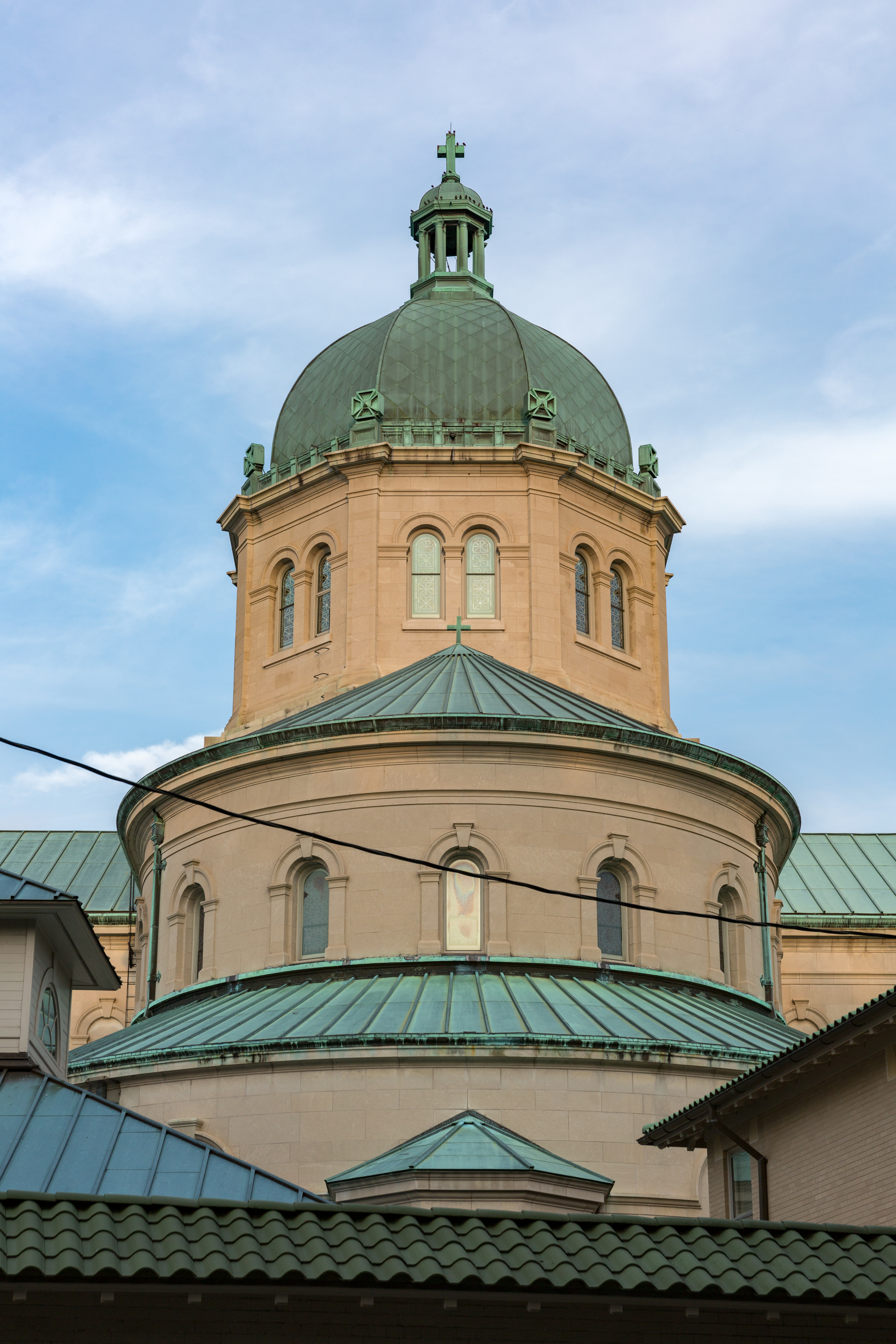
アビスと丸天井
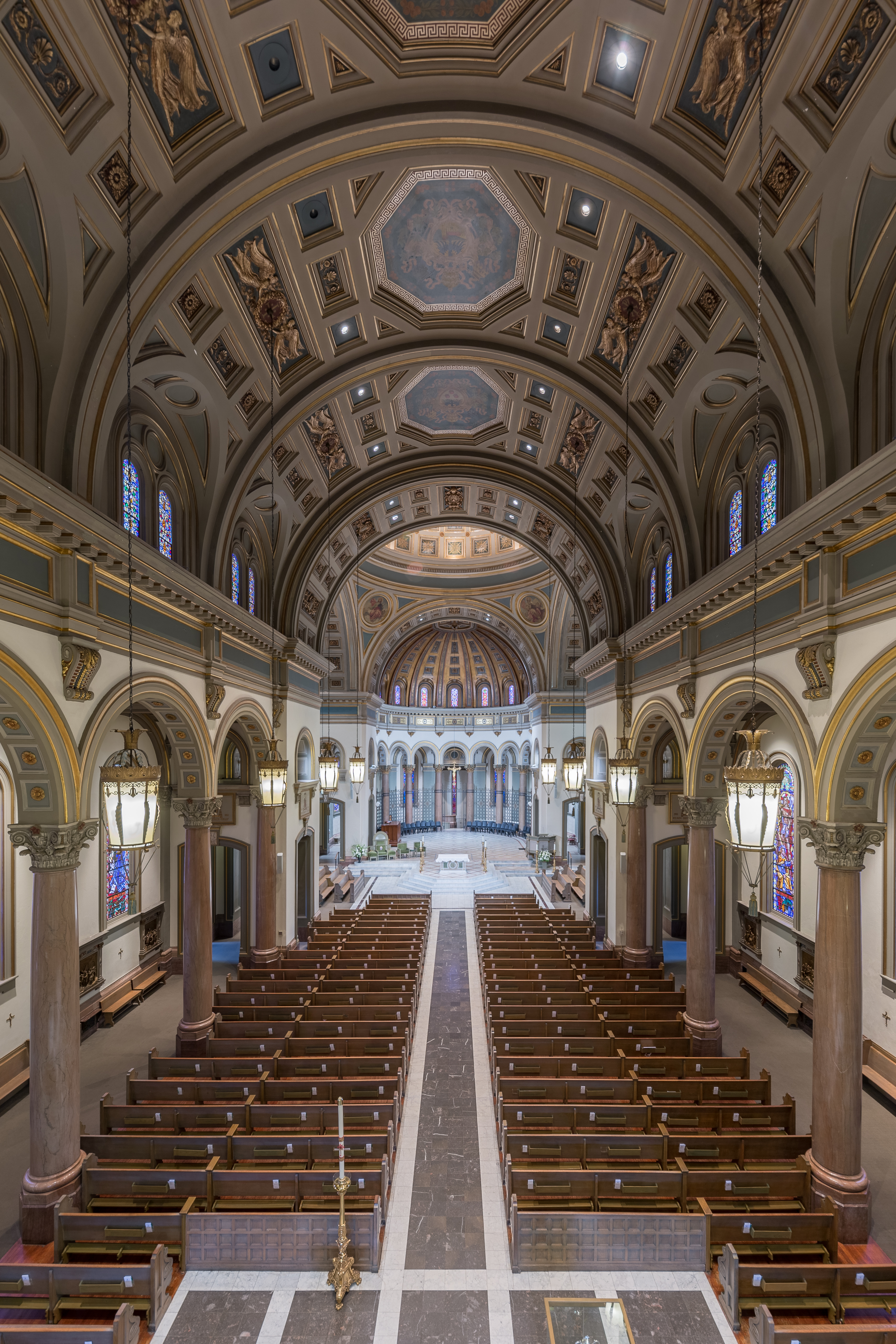
身廊から内陣を見下ろした光景
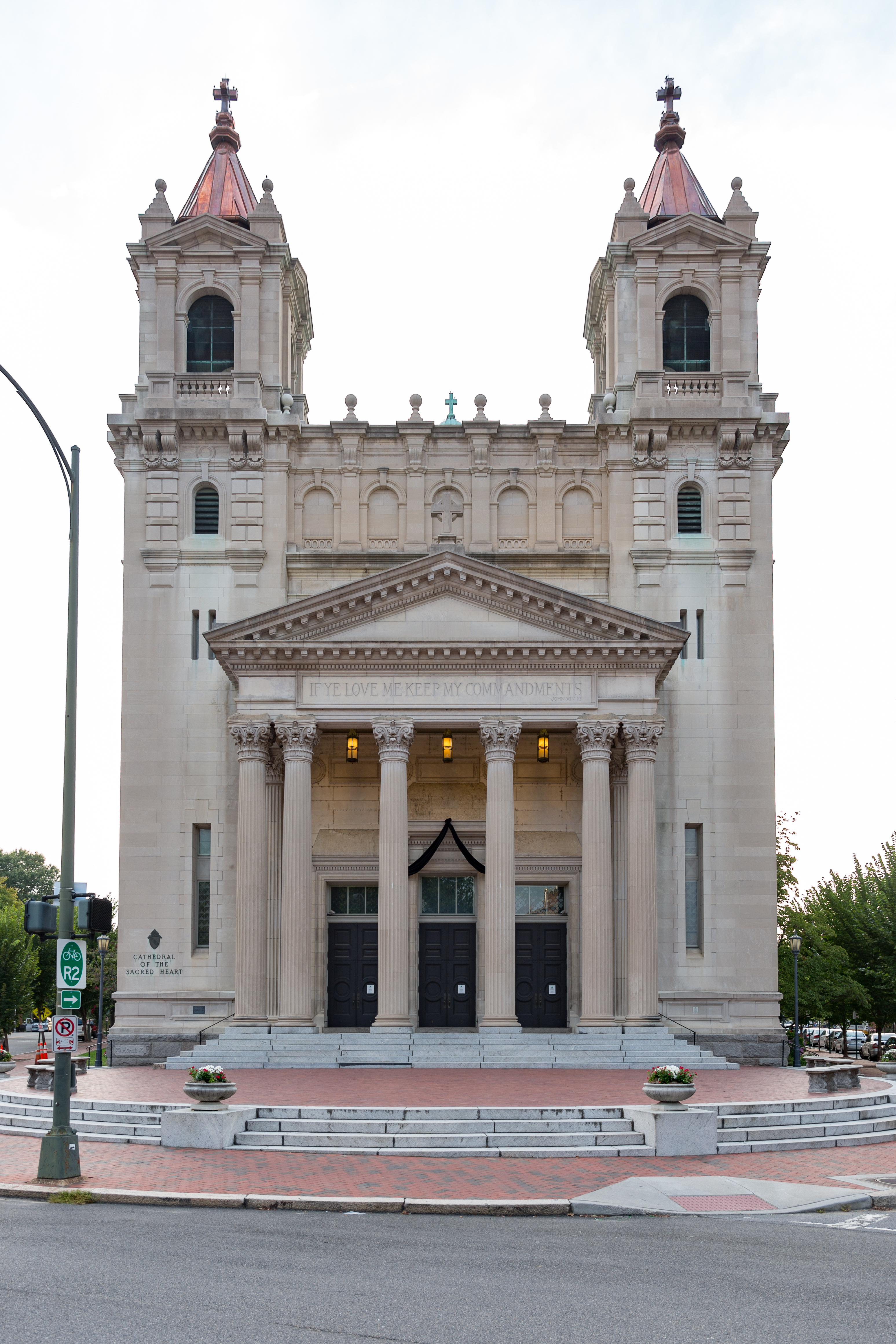
大聖堂の西門
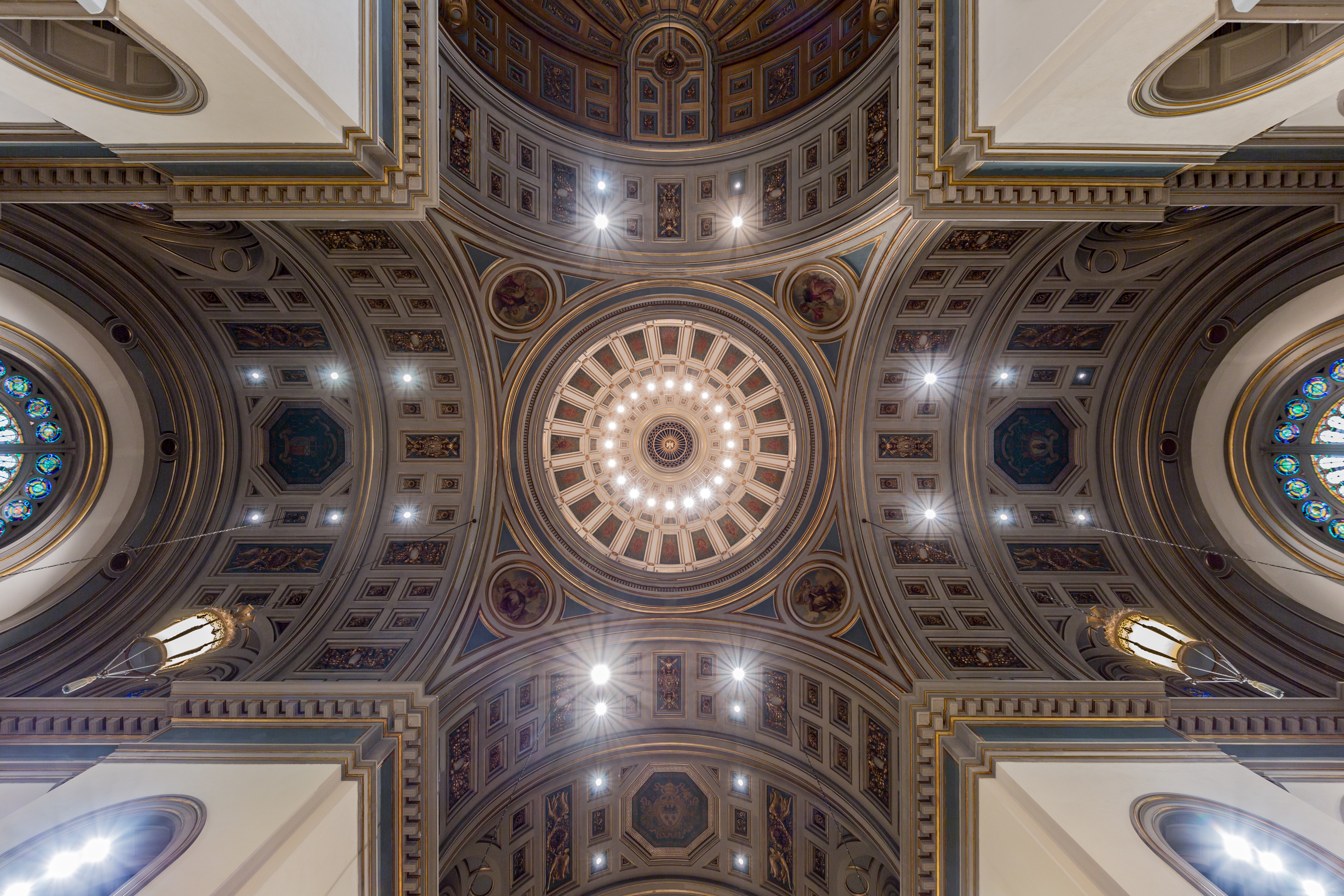
丸天井を覆う十字路
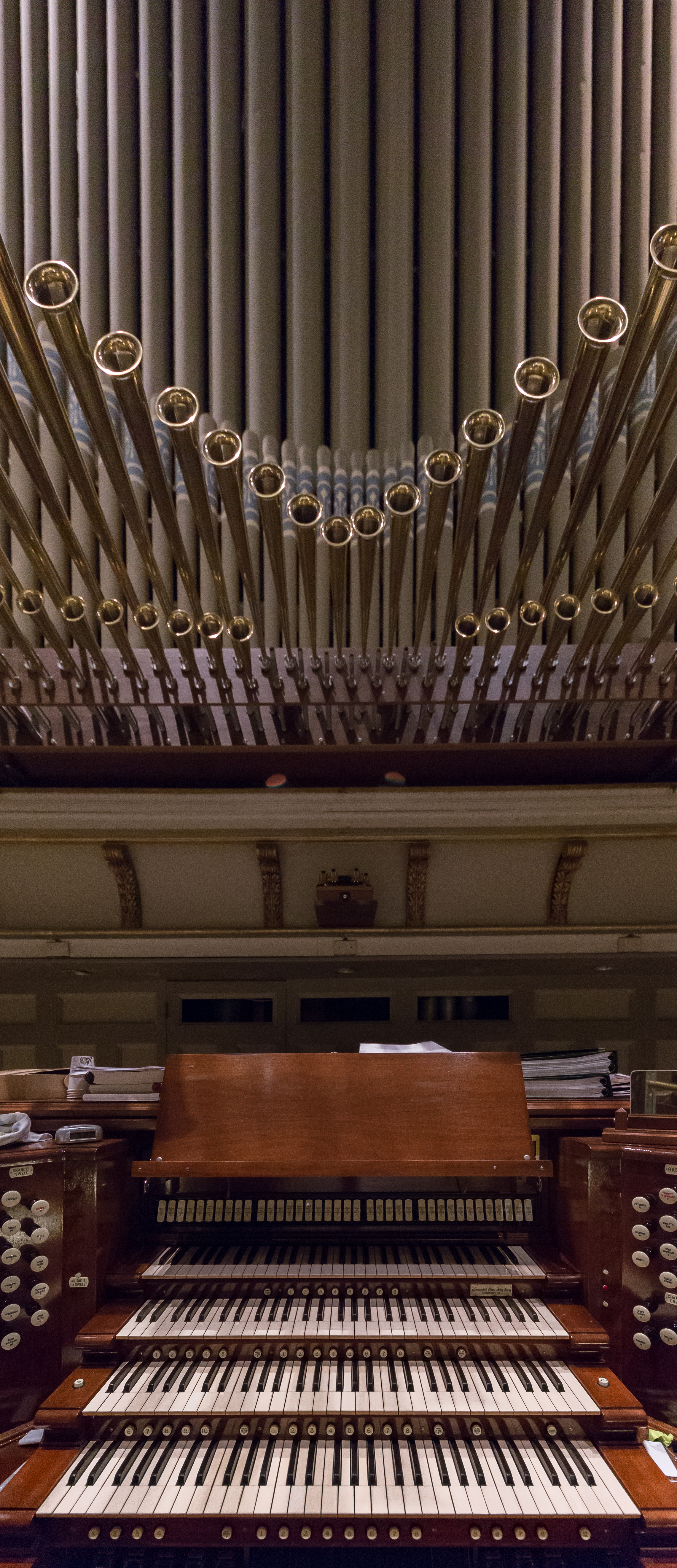
オルガン
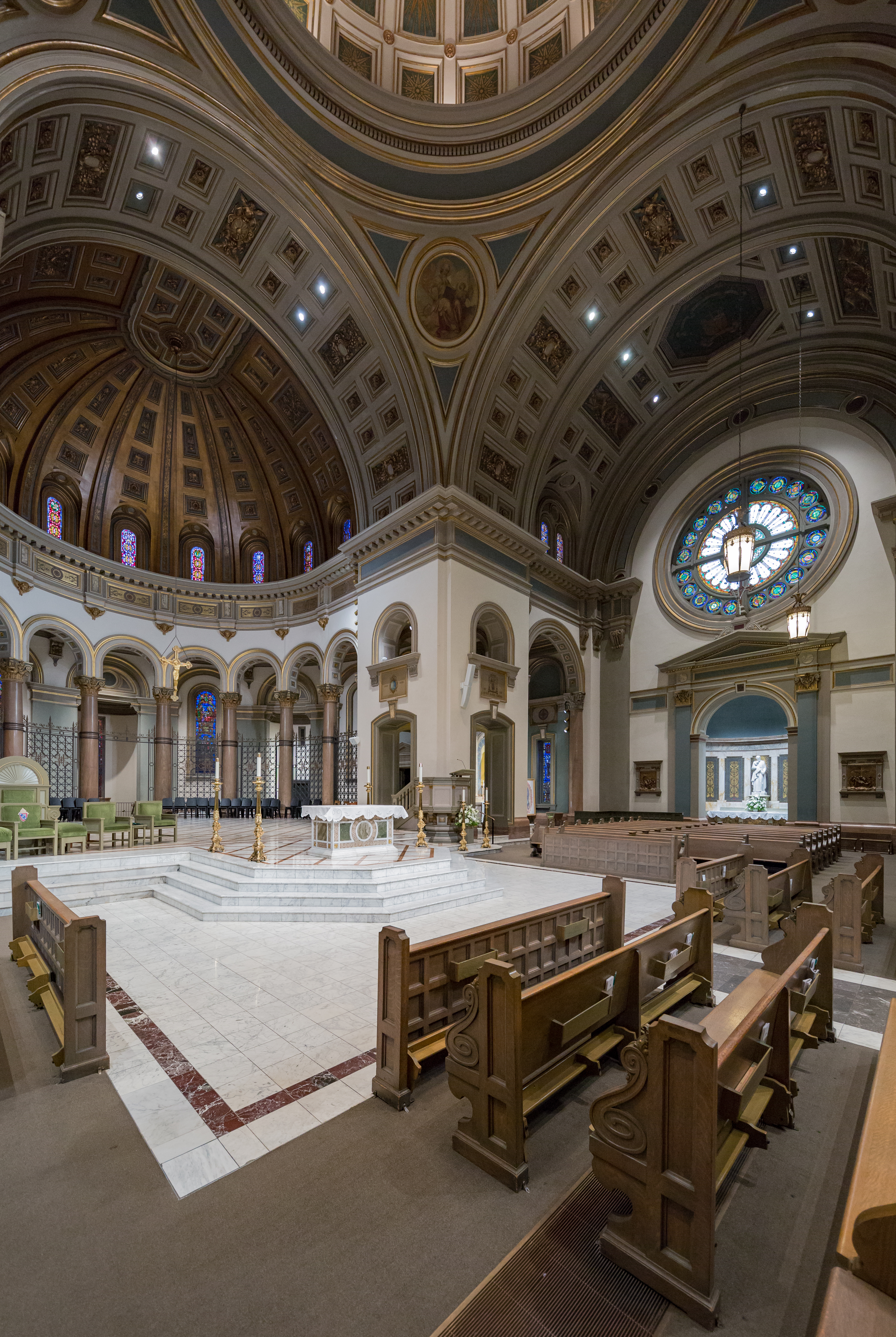
祭壇